# Mustapha
Mustapha – piosenka brytyjskiego zespołu Queen, którą wydano na albumie Jazz (1978). Autorem utworu jest Freddie Mercury.
Tekst utworu jest stylizowany na język arabski, ale w rzeczywistości nic on nie znaczy. Jedyne istniejące słowa to Mustapha (imię Mustafa), Ibrahim, Allah, Allah, Allah will pray for you, Salam alejkum i aleikum salaam. Reszta to zmyślone słowa, takie jak ichna klibhra him czy rabbla fihmtrashim.
Podczas występów na koncertach Mercury łączył początek utworu „Mustapha” z „Bohemian Rhapsody”. Od słów Allah will pray for you przechodził do Mama, just killed a man… Czasem zespół wykonywał utwór w całości, z wokalistą przy fortepianie, opuszczając drugą zwrotkę.
Wykonania piosenki często domagali się podczas koncertów fani grupy, co można usłyszeć na Live Killers.